# یادمان الشهید
یادمان الشهید (به عربی: نصب الشهيد) بنای یادبودی در بغداد پایتخت عراق است که به یاد سربازان عراقی کشته شده در جنگ ایران و عراق ساخته شده‌است. این بنا در ۱۹۸۳ افتتاح شد و اسماعیل فتاح الترک طراح آن بود. در دهه‌های ۱۹۷۰ و ۱۹۸۰ میلادی دولت صدام حسین بودجه بسیاری به پروژه‌های یادمانی از جمله یادمان الشهید اختصاص داد.این بنا در مرکز دریاچه‌ای مصنوعی در کرانه رود دجله در نزدیک کانال ارتش که شهرک صدر را از بقیه شهر جدا می‌کند قرار دارد.

## طراحی
این سازه بر مرکز سکویی به قطر ۱۹۰ متر جایگذاری شده‌است. ارتفاع سازهٔ فیروزه‌ای گنبدی‌شکل ۴۰ متر است که از وسط به دو نصف تقسیم و هر نیمه کمی از مرکز دوراُفت (آفست) شده‌است. در بین دو نیمه گنبد یک آتش جاودان قرار داده شده‌است. جنس پوسته‌های گنبد از  گالوانیزه گرم و روی آن سرامیک فیروزه‌ای و جنس حجم از بتن مسلح است.